# Oxylipeurus mesopelios
Oxylipeurus mesopelios är en insektsart som först beskrevs av Nitzsch in Giebel 1866.  Oxylipeurus mesopelios ingår i släktet Oxylipeurus, och familjen fjäderlöss. Arten är reproducerande i Sverige.